# Parc national du Cerro Saslaya
Le parc national du Cerro Saslaya est un parc national du Nicaragua créé en 1971. 
Il forme la zone centrale de la réserve de biosphère de Bosawás, qui a été reconnu par l'UNESCO en 1997.